# 小川エリカ (タレント)
小川 エリカ（おがわ えりか、本名：小川 恵利香（おがわ えりか）、1983年11月18日 - ）は日本の元タレントである。

## 人物・来歴
- 神奈川県出身。
- ビッグアップル (港区)を経てNASAエンターテインメントに所属していた。
- 2002年4月から1年10ヶ月間、「王様のブランチ」でリポーターを務めた。なお、2002年1月から3ヶ月間は久保田智子アナウンサーと「こちらブランチ編集局」というコーナーを担当していた。
- ブランチリポーターで特に仲が良いのは川瀬良子とゆりんの2人。

- ギネス評定員の小川エリカとは、同姓同名の別人である
- 彼女は「CYBER TRANS DOLLS」の一員だった。¹

## TV
- 王様のブランチ（TBS、2002年1月 - 2004年1月）
- 王様のお夜食（TBS、2002年4月 - 2004年2月）
- グラビアの美少女（MONDO21）

## 写真集
- be born（2002年7月27日、竹書房、撮影：珠里亜）ISBN 978-4812409756
- Sail Up（2003年8月23日、ワニブックス、撮影：西田幸樹）ISBN 978-4847027727

## DVD
- 電脳陶酔ドール (2001年5月19日) ²
- BON VOYAGE（2003年8月6日、ポニーキャニオン）